# فورد رانچرو
فورد رانچرو (Ford Ranchero) خودرویی است که در سال‌های ۱۹۵۷ تا ۱۹۷۹تولید شده‌است. طراحی آن خودروهای موتور جلو-محور عقب بوده است.

## نگارخانه

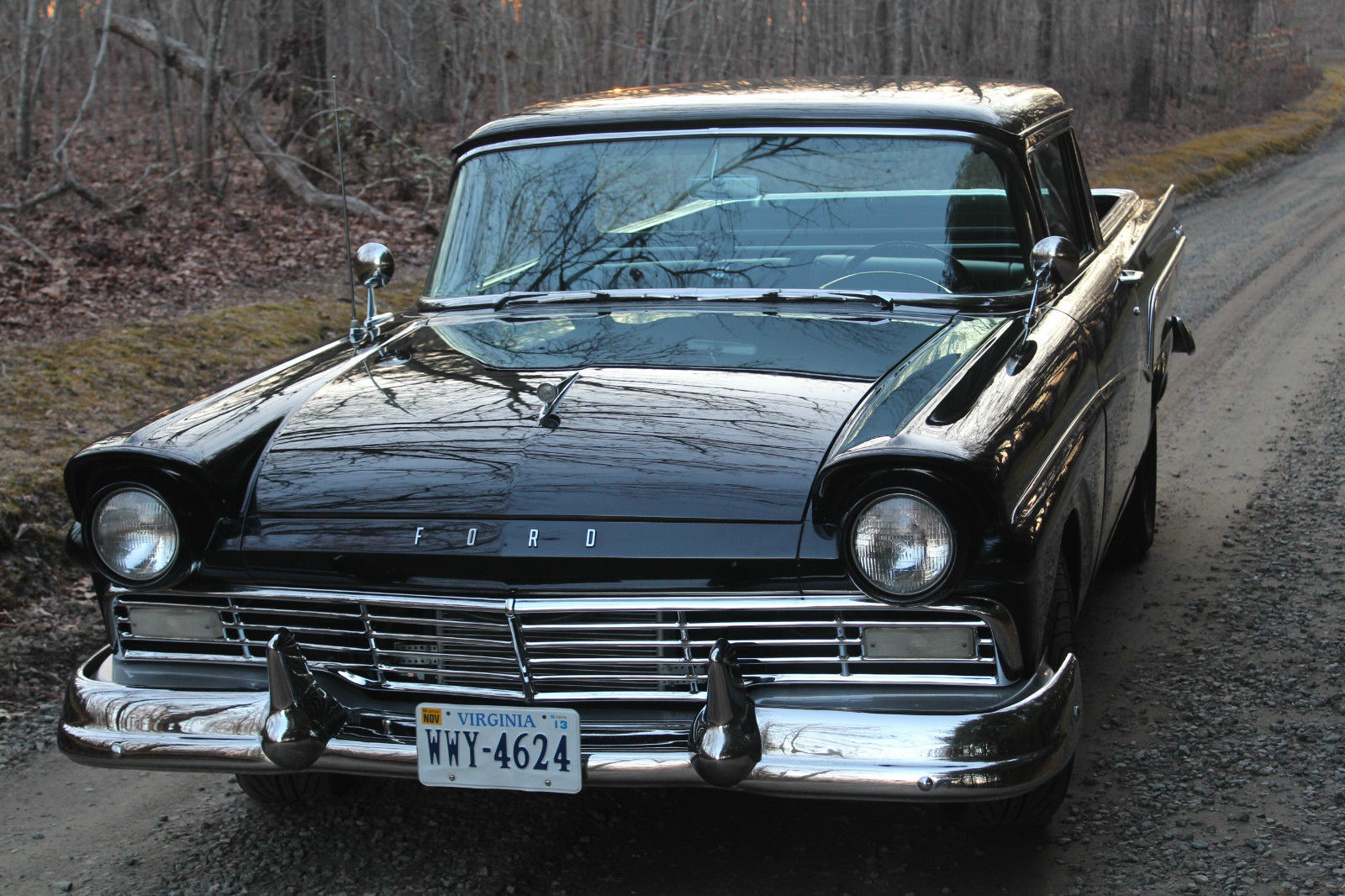
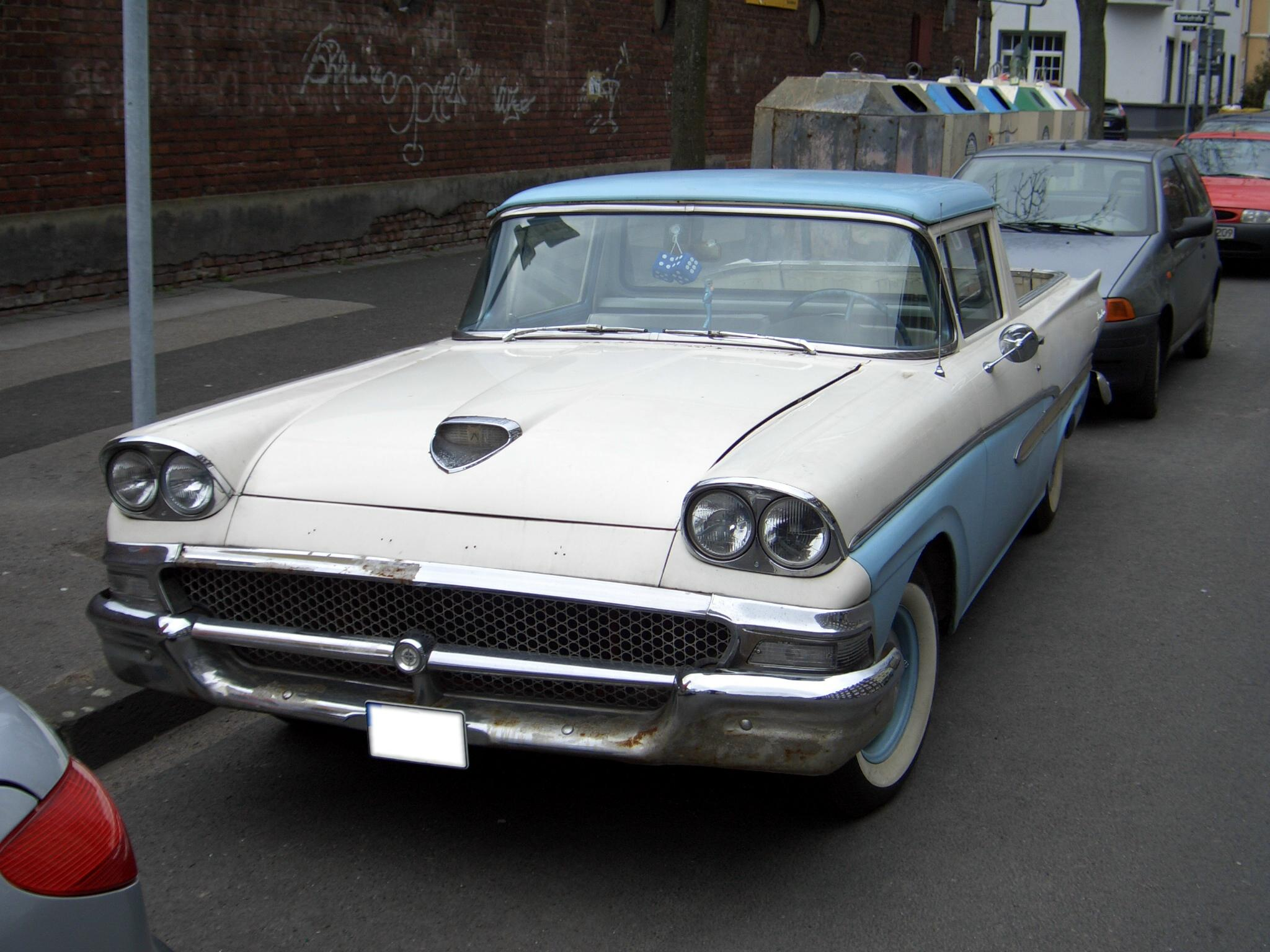
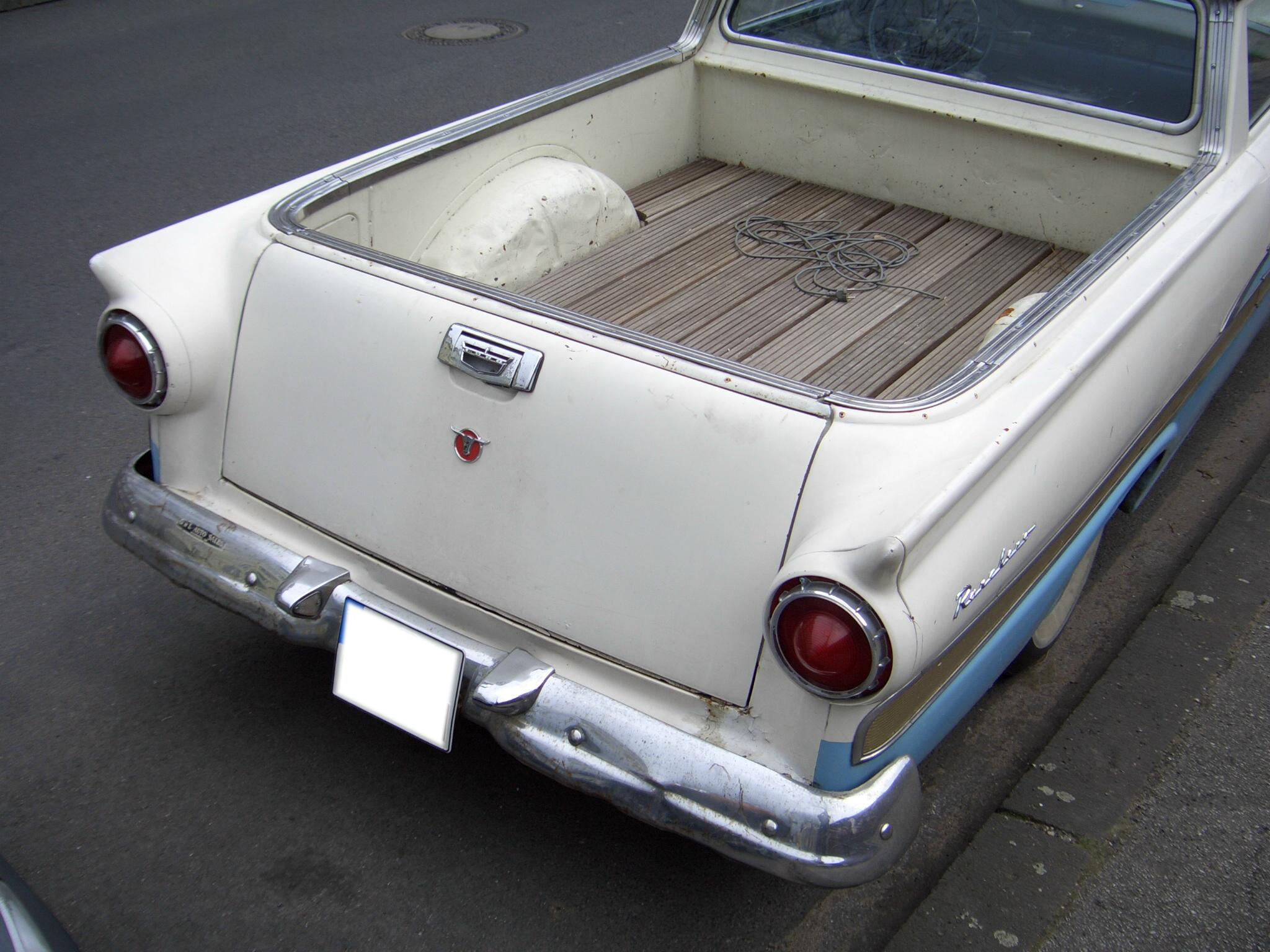
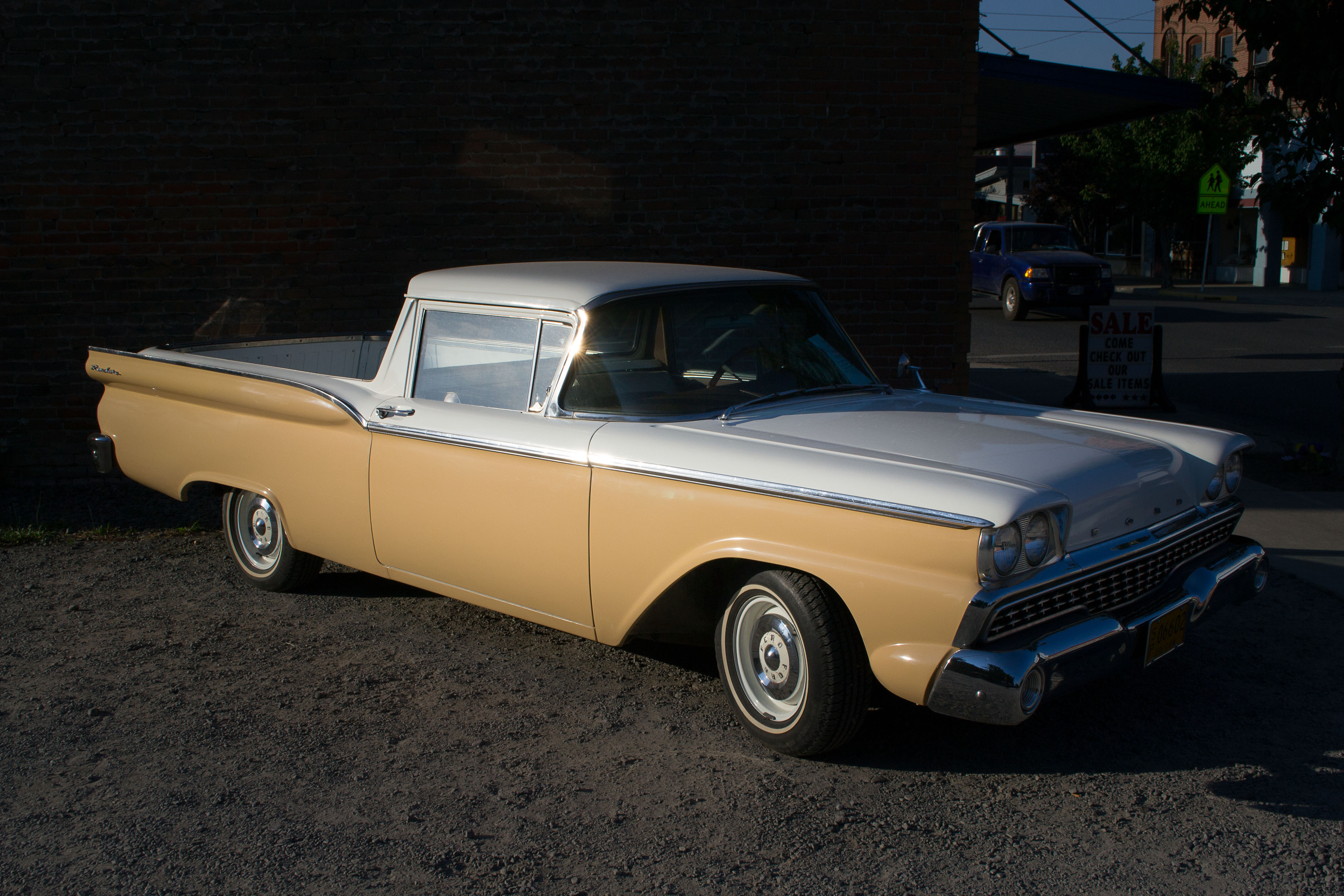